# 2D2 5000
Les 2D2 5000 sont d'anciennes locomotives électriques de la Compagnie du Midi.
Livrées à partir de 1932 et conçues pour remorquer à grande vitesse des rames de voyageurs, des défauts structurels les empêchent de remplir convenablement cette mission. Dévolues aux omnibus et aux trains de marchandises, elles continuent à circuler en tant que machines SNCF après sa création. La dernière de ces locomotives est radiée en 1969.

## Genèse de la série et caractéristiques techniques
À partir de 1922, la compagnie du Midi, qui a converti ses lignes déjà électrifiées au courant continu 1,5 kV en application d'une décision ministérielle datée du 29 août 1920, met en service de nombreuses locomotives de type BB destinées au service mixte voyageurs/marchandises, mais qui sont fortement handicapées par une vitesse maximale limitée à 100 km/h. Pour assurer la traction de rames de voyageurs à vitesse plus élevée, le Midi décide en 1923 de la construction d'une série de locomotives de type 2D2.
La construction des locomotives est confiée à deux entreprises : CEF (E 4801-4812) en 1932 et Alsthom (E 4813-4824) en 1935-1936. La seconde tranche possède un système de transmission conçu par l'Allemand AEG au titre du paiement en nature d'indemnités liées à la Première Guerre mondiale.
La E 4800 dispose d'une caisse parallélépipédique comme les autres locomotives construites pour le Midi, ce qui contribue à la différencier des autres 2D2. Les portières des cabines ne possèdent pas de glace, remplacée par un tôle coulissante. Une cordelette isolée, reliant chaque pantographe à la cabine la plus proche, permet de pallier l'éventuelle défaillance du dispositif de descente de ce pantographe. Au cours de leur carrière, les 2D2 5000 arborent plusieurs livrées. Si le vert celtique est le plus couramment répandu, certains exemplaires sont, à titre d'essai, dotés d'un caisse bleue, d'autres sont peints couleur « aubergine ». Les encadrements des baies sont rouges, bleus ou vert d'eau.
La locomotive E 4800 reprend les bogies directeurs des E 3100 mais, s'ils conviennent pour une 2C2, ils sont insuffisants pour assurer le bon guidage d'une 2D2. En outre, les quatre moteurs de traction sont placés bas dans la caisse, ce qui est préjudiciable à la tenue de voie. Enfin, les essieux moteurs possèdent des suspensions très rigides et ne bénéficient d'aucun jeu latéral. La 2D2 5000 est donc une locomotive très agressive pour la voie ; elle risque en outre de dérailler à forte vitesse dans les courbes serrées. Sa vitesse maximale en ligne, fixée à 120 km/h au début, est progressivement abaissée à 100 km/h, soit la même vitesse que celle autorisée pour les locomotives mixtes malgré des tentatives infructueuses pour tenter de résoudre ses problèmes de comportement en ligne.

## Carrière et dépôts titulaires
Les locomotives s'attribuent les trains les plus rapides lors de leur mise en service ; depuis Bordeaux et Toulouse, elles rayonnent jusqu'à Montauban, Brive Nîmes et Sète. Toutefois, elles sont rapidement déclassées à la traction des omnibus et des trains de marchandises à partir de 1939 lorsque leur vitesse est limitée à 100 km/h. En outre, à cette date, la SNCF est déjà créée et le parc moteur des anciens réseaux banalisé dans la mesure du possible : ce sont les 2D2 5100 (ex PO-Midi) et 2D2 5400 (ex État), mais surtout 2D2 5500 (ex PO), qui surclassent les 5000 dans la traction des trains « nobles ». Le déploiement des CC 7100 sur l'axe Paris-Irun les évince presque totalement du service voyageurs régulier en 1953-1954. Elles conservent cependant quelques trains express et des trains de marchandises, en raison de leur puissance et de leur fiabilité.
Lors de leur mise en service, les E 4800 sont réparties entre les dépôts de Bordeaux et Toulouse. En 1949-1950, la dotation toulousaine est reversée à Bordeaux. Renumérotées 2D2 4800 à cette occasion puis 2D2 5000 vers le milieu des années 1950, elles sont amorties à partir du 6 janvier 1966, la dernière locomotive de la série étant pour sa part radiée le 5 juillet 1969.

## Modélisme
Les 2D2 5000 ont été reproduites à l'échelle HO par :
- Locoset Loisir (Artmetal-LSL), sous forme de kit (laiton essentiellement) à monter.
- ApocopA, sous forme de transkit (caisse en résine) à monter sur un châssis de son choix.